# Eupoecilaema panamaensis
Eupoecilaema panamaensis is een hooiwagen uit de familie Cosmetidae.